# Томас Хицлшпергер
Томас Хицлшпергер (Минхен, 5. април 1982) бивши је немачки фудбалер који је играо на позицији везног играча. Од фебруара 2019. године је спортски директор ФК Штутгарта.
Омладинску каријеру је почео у Немачкој где је између осталих наступао за Бајерн Минхен. Од 2000. до 2001. је био у јуниорском тиму Астон Виле, а након тога је играо у сениорском тиму енглеског клуба, уз једну сезону проведену на позајмици у Честерфилду. Касније је наступао за Штутгарт где је највише играо са укупно 160 утакмица и 28 постигнутих голова. До краја каријере наступао је за Лацио, Вест Хем јунајтед, Волфсбург и Евертон.
За репрезентацију Немачке одиграо је 52 утакмице и постигао 6 голова, а био је у тиму на Светском првенству 2006. и Европском првенству 2008. године.
Закључно са јануаром 2022. је најпознатији светски фудбалер који се јавно декларисао као хомосексуалац.

## Успеси

### Клупски
Штутгарт
- Бундеслига: 2006/07.
- Куп Немачке: финалиста 2006/07.

### Репрезентативни
Немачка
- Европско првенство: финалиста 2008.
- Светско првенство: треће место 2006.
- Куп конфедерација: треће место 2005.

### Индивидуални
- Тим сезоне Бундеслиге: 2006/07.